# Ortoreksija nervoza
Ortoreksija nervoza je predlagana motnja hranjenja, patološka obsedenost z zdravo in biološko »čisto« hrano, oziroma pretirano izogibanje hrani, ki naj bi bila nezdrava, kar vodi do izrazitih prehranskih omejevanj. Leta 1997 jo je prvi opisal psiholog Steven Bratman, in sicer kot vzporedno motnjo z ostalimi motnjami hranjenja, na primer anoreksijo nervozo. Izraz ortoreksija izhaja iz grške besede ορθο- (ortho, "pravilen"), in όρεξις (orexis, "tek"), dobesedno prevedeno 'pravi tek', v praksi pa pomeni 'pravilna prehrana'. Za razliko od anoreksije so bolniki zadovoljni s svojo telesno podobo, toda hrane ne vnašajo v telo, ker omejujejo njeno sestavo ali vnos na splošno, saj pogosto ne vedo, kaj je v njej. S pomočjo nadzora nad hrano naj bi si oseba tudi odpravila občutek pomanjkanja nadzora.
Pojav v psihologiji zaenkrat še ni splošno sprejet kot duševna motnja, tudi zadnja izdaja ameriškega Diagnostičnega in statističnega priročnika duševnih motenj ga ne vključuje, objavljenih pa je bilo več preliminarnih študij in prispevkov, ki se ukvarjajo s teoretsko osnovo.

## Bratmanov test
Če naj bi za neko osebo želeli oceniti izpostavljenost motnji, bi o tveganju lahko govorili pri pozitivnem odgovoru na štiri ali več izmed naslednjih vprašanj:
- Ali razmišljate o zdravi prehrani več kot tri ure na dan?
- Ali načrtujete obroke za več dni vnaprej?
- Ali vam je prehrambna vrednost obroka važnejša od uživanja v hrani?
- Ali se vam je ob ukvarjanju s kvaliteto prehrane znižala kvaliteta življenja?
- Ali postajate čedalje strožji v izboru kvalitete hrane, ki jo uživate?
- Se počutite bolj samozavestni, ko jeste zdravo hrano?
- Ste se zaradi zdrave prehrane odrekli hrani, v kateri ste nekoč uživali?
- Ali se zaradi vašega načina prehranjevanja umikate iz kroga družine ali družbe?
- Ali se počutite krive, če jeste hrano, ki ni del vaših pravil prehranjevanja?
- Ali vas uživanje zdrave hrane pomirja in omogoča kontrolo nad sabo?[4]

Najpogosteje motnjo zasledimo pri mladih, uspešnih in inteligentnih ženskah, sicer pa, tako kot pri drugih motnjah hranjenja, za ortoreksijo zbolevajo tudi moški. Pogosto se izkaže, da so iste osebe v preteklosti že imele težave z motnjami hranjenja.

## Zdravljenje
Ko pride do zunanjih znakov (hujšanje) in do omejitve socialnih stikov zaradi izogibanja druženja ob potencialno škodljivi hrani, nastopi čas za ambulantno ali, v težjih primerih, bolnišnično zdravljenje; zdravljenje lahko traja do več let. Zdravljenje vključuje tudi psihoterapevtsko pomoč.